# Brdo pri Lukovici
Brdo pri Lukovici – wieś w Słowenii, w gminie Lukovica. W 2018 roku liczyła 11 mieszkańców.